# SSBS S3
Die SSBS S3 war eine französische Mittelstreckenrakete für den Einsatz von Nukleargefechtsköpfen. SSBS steht für Sol-Sol Balistique Stratégique. Sie war die letzte silobasierte Mittelstreckenrakete der französischen Atomstreitmacht.

## Entwicklung
Frankreich testete 1968 auf der Insel Fangataufa die erste experimentelle Wasserstoffbombe. Bis Ende 1972 entwickelte Frankreich aus dieser Wasserstoffbombe einen serienreifen Nukleargefechtskopf. Im Jahr 1973 erteilte die Direction générale de l’armement der Firma Aérospatiale den Auftrag zur Entwicklung einer Mittelstreckenrakete, welche diesen Gefechtskopf mindestens bis nach Moskau tragen konnte. Diese neue Rakete sollte ab 1980 die SSBS S2-Rakete der Atomstreitmacht ersetzen. Die Raketentriebwerke wurden von SNPE (heute Nexter Systems) entwickelt. Die Elektronik und die Trägheitsnavigationsplattform stammen von SAGEM. Der erste Teststart mit einer S3-Rakete erfolgte am 3. Dezember 1976 auf dem Raketentestgelände Biscarrosse. Die ersten S3-Raketen wurden 1979 an die Atomstreitmacht ausgeliefert. Bis zu diesem Zeitpunkt waren neun Raketen zu Testzwecken gestartet worden. Im Mai 1980 war das erste Raketenregiment einsatzbereit.
Ab dem Jahr 1982 wurden die Raketen auf den Stand S3D (D steht für durcir) nachgerüstet. Das Nachrüstprogramm entstand als Reaktion auf das sowjetische A-35-ABM-System. Mit dem Nachrüstprogramm S3D wurde u. a. der TN-61-Nukleargefechtskopf gegen Elektromagnetische Impulse von Kernwaffenexplosionen im Weltraum geschützt. Weiter wurde in der Gefechtskopfsektion der S3D Täuschkörper platziert. Das Nachrüstprogramm war im Jahr 1984 abgeschlossen.

## Technik
Die Rakete war eine zweistufige Mittelstreckenrakete mit Feststoffantrieb. Die Rakete hatte eine typisch zylinderförmige Rumpfgeometrie mit einer ogivalen Raketenspitze. Am Raketenheck waren vier trapezförmige Stabilisierungsflächen angebracht. Die Rakete kann grob in drei Sektionen aufgeteilt werden: Erste Antriebsstufe, zweite Antriebsstufe und Gefechtskopfsektion.

### Erste Antriebsstufe
Die Rakete verwendete die erste Antriebsstufe der SSBS S2-Rakete. Diese P16-Stufe wog 16.940 kg und hatte einen Durchmesser von 1.500 mm. In ihr war das SEP902-Raketentriebwerk untergebracht. Das Triebwerk entwickelte am Boden einen Startschub von 534,4 kN. Die Schubkraft im Vakuum betrug 594,5 kN. Die maximale Brenndauer der ersten Stufe betrug 72 Sekunden. Die Beplankung der ersten Stufe bestand aus rostfreiem und hitzebeständigen Z2-NKDT-Stahl mit einer Wanddicke von 8–18 mm. Die vier frei rotierenden Düsen waren zum Schwenken des Schubstrahls kardanisch aufgehängt.

### Zweite Antriebsstufe
Als zweite Antriebsstufe kam die zweite Stufe der MSBS M20 zur Anwendung. Diese P6-Stufe hatte ebenfalls einen Durchmesser von 1.500 mm und in ihr war das Rita II-Raketentriebwerk mit einer einzelnen Düse untergebracht. Das Triebwerk entwickelte im Vakuum eine Schubkraft von 176,5 kN. Die maximale Brenndauer dieser zweiten Stufe betrug 90 Sekunden. Die Düse war starr verbaut und die Richtungs-Steuerung während des Betriebs der zweiten Antriebsstufe erfolgte durch das Einspritzen von flüssigem Freon in den Schubstrahl. Die Beplankung der zweiten Stufe bestand aus glasfaserverstärktem Kunststoff. Die zweite Antriebstufe verfügte über eine Schubterminierung. Zu diesem Zweck waren an der zweiten Raketenstufe kopfseitig Öffnungen angebracht, die zum gewünschten Zeitpunkt aufgesprengt wurden, wobei sich der Innendruck in der Treibstoffkammer schlagartig reduzierte. Oberhalb vom Raketenmotor befand sich das Instrumentenfach. In diesem befand sich die Lenkeinheit. Die E42-Lenkeinheit bestand aus einem Trägheitsnavigationssystem mit einem digitalen Computer. Für die Übermittlung der Steuerbefehle verlief auf der Raketenoberfläche ein Kabelkanal zum Raketenheck.

### Gefechtskopfsektion
Über den beiden Antriebsstufen war die Raketenspitze mit dem Wiedereintrittskörper aufgesetzt. Diese hatte eine kegelförmige Geometrie mit einer ogiven Spitze. Der Wiedereintrittskörper wog rund 1.000 kg und enthielt eine Wasserstoffbombe vom Typ TN-61 mit einer Sprengleistung von 1.200 kT.

## Stationierung und Einsatz
Die S3-Raketen waren auf der Luftwaffenbasis Apt Saint-Christol (Base aérienne 200) auf dem Plateau d'Albion im Département Vaucluse stationiert. Dort waren sie in zwei Raketenregimenter mit je neun Raketensilos aus Stahlbeton aufgeteilt, so dass die Atomstreitmacht über 18 startbereite S3-Raketen verfügte. Ein drittes Regiment mit neun weiteren Raketensilos war geplant, wurde aber 1994 aus Kostengründen gestrichen. Sie S3-Raketen ersetzten dort die S2-Raketen und wurden in deren Raketensilos stationiert. Die Raketensilos hatten eine Entfernung von jeweils rund 400 m zueinander und waren über ein Gebiet von rund 360 km² verteilt. In der Lenkeinheit jeder Rakete waren vier Zielgebiete einprogrammiert, von welchen vor dem Raketenstart eines ausgewählt werden musste. Die Zeitdauer ab dem Startbefehl bis zum Raketenstart betrug 200 Sekunden. Mit der S3 kam das sogenannte heiße Startverfahren zur Anwendung, bei dem das Raketentriebwerk der ersten Antriebsstufe bereits im Raketensilo gestartet wurde. Nach dem Ausbrennen der ersten Raketenstufe wurde diese abgesprengt und das Raketentriebwerk der zweiten Stufe zündete. Mit dem Ausbrennen oder der Schubterminierung der zweiten Antriebsstufe wurde der Wiedereintrittskörper mittels Pyrobolzen abgetrennt und die Antriebsstufe mit Bremsraketen abgebremst. Der Weiterflug des Wiedereintrittskörpers erfolgte nun steuer- und antriebslos auf der Flugbahn einer Wurfparabel. Die S3 erreichte während des Flugs ein Apogäum von rund 600 km. Um Abwehrmaßnahmen durch Abfangraketen zu erschweren, wurden mit dem Loslösen des Gefechtskopfes auch Täuschkörper freigesetzt. Die S3 erreichte je nach Quelle einen Streukreisradius (CEP) von 700–835 m. Der Nukleargefechtskopf konnte in der Luft oder bei Bodenkontakt gezündet werden.

## Status
Die S3 war von 1980 bis 1998 auf dem Plateau d'Albion stationiert. Ursprünglich sollte bis zum Jahr 2005 mit dem Projekt SSBS S4 (SX) ein Nachfolgesystem für die SSBS S3 entwickelt werden. Dies wurde in den 1990er-Jahren aus Kostengründen abgebrochen. Auch eine angedachte Stationierung der U-Boot-gestützten MSBS M45 als Nachfolge wurde aus Kostengründen nicht umgesetzt. Die letzte S3 wurde im September 1998 deaktiviert, ohne dass ein Nachfolgesystem entwickelt worden war. Insgesamt wurden 63 S3-Raketen für die Stationierung und für Testzwecke produziert. Der letzte Teststart einer S3-Rakete fand am 3. November 1993 statt.